# Orveau-Bellesauve
Orveau-Bellesauve és un municipi francès, situat al departament del Loiret i a la regió de Centre – Vall del Loira. L'any 2007 tenia 370 habitants.

## Demografia

### Població
El 2007 la població de fet d'Orveau-Bellesauve era de 370 persones. Hi havia 141 famílies, de les quals 35 eren unipersonals (8 homes vivint sols i 27 dones vivint soles), 35 parelles sense fills, 63 parelles amb fills i 8 famílies monoparentals amb fills.
La població ha evolucionat segons el següent gràfic:
Habitants censats

### Habitatges
El 2007 hi havia 163 habitatges, 141 eren l'habitatge principal de la família, 18 eren segones residències i 4 estaven desocupats. 160 eren cases i 2 eren apartaments. Dels 141 habitatges principals, 130 estaven ocupats pels seus propietaris, 11 estaven llogats i ocupats pels llogaters i 1 estava cedit a títol gratuït; 1 tenia una cambra, 9 en tenien dues, 26 en tenien tres, 31 en tenien quatre i 75 en tenien cinc o més. 116 habitatges disposaven pel capbaix d'una plaça de pàrquing. A 51 habitatges hi havia un automòbil i a 79 n'hi havia dos o més.

### Piràmide de població
La piràmide de població per edats i sexe el 2009 era:
| Homes | Edats   | Dones |
| ----- | ------- | ----- |
| 0     | 95 o +  | 0     |
| 0     | 90 a 94 | 4     |
| 0     | 85 a 89 | 0     |
| 4     | 80 a 84 | 4     |
| 8     | 75 a 79 | 12    |
| 4     | 70 a 74 | 12    |
| 12    | 65 a 69 | 4     |
| 4     | 60 a 64 | 0     |
| 8     | 55 a 59 | 0     |
| 0     | 50 a 54 | 8     |
| 16    | 45 a 49 | 8     |
| 8     | 40 a 44 | 8     |
| 4     | 35 a 39 | 4     |
| 20    | 30 a 34 | 20    |
| 24    | 25 a 29 | 16    |
| 0     | 20 a 24 | 8     |
| 8     | 15 a 19 | 4     |
| 4     | 10 a 14 | 8     |
| 8     | 5 a 9   | 24    |
| 12    | 0 a 4   | 4     |

## Economia
El 2007 la població en edat de treballar era de 248 persones, 201 eren actives i 47 eren inactives. De les 201 persones actives 190 estaven ocupades (101 homes i 89 dones) i 11 estaven aturades (2 homes i 9 dones). De les 47 persones inactives 17 estaven jubilades, 20 estaven estudiant i 10 estaven classificades com a «altres inactius».

### Ingressos
El 2009 a Orveau-Bellesauve hi havia 140 unitats fiscals que integraven 381 persones, la mediana anual d'ingressos fiscals per persona era de 20.559 €.

### Activitats econòmiques
Dels 9 establiments que hi havia el 2007, 5 eren d'empreses de construcció, 1 d'una empresa de comerç i reparació d'automòbils i 3 d'empreses de serveis.
Dels 6 establiments de servei als particulars que hi havia el 2009, 2 eren paletes, 2 lampisteries, 1 electricista i 1 empresa de construcció.
L'any 2000 a Orveau-Bellesauve hi havia 9 explotacions agrícoles que ocupaven un total de 1.008 hectàrees.

## Poblacions més properes
El següent diagrama mostra les poblacions més properes.